# Abbaye de Stolpe
L'abbaye de Stolpe est une ancienne abbaye cistercienne à Stolpe, dans le Land de Mecklembourg-Poméranie-Occidentale, dans l'ancien diocèse de Cammin.

## Histoire
L'abbaye est fondée le 3 mai 1153 par le duc Racibor et l'évêque Adalbert (de). En 1147 ou 1148 (selon d'autres sources en 1134 ou 1136), le frère de Racibor est tué par Warcisław Ier de Poméranie. En raison du faible nombre de moines présents, le monastère tient du prieuré pendant les vingt premières années. En 1164, après avoir rencontré Henri XII de Bavière à Groswin (de), Valdemar Ier de Danemark s'arrête au prieuré tandis que Henri va à Demmin. Le 15 août 1176, Helmwig, le prieur de Stolpe, et Eberhard, le futur abbé de Kolbatz (de), reçoivent la bénédiction de l'évêque Conrad.
Les premiers moines observant la règle de Hirsau viennent s'installer avec l'abbé Arnold de Berge. La fondation est un résultat de l'église de Magdebourg en Poméranie.
Lors de sa fondation, l'abbaye n'a pas de richesses. Elle reçoit des dons ducaux et épiscopaux au cours du XIIIe siècle. Un document de 1182 de Bogusław Ier de Poméranie établit des possessions que confirme le pape Honorius III en 1226. Dans la principauté de Gützkow, il y a les villages de Quilow, Polzin et d'autres qui sont aujourd'hui disparus. En 1222, la duchesse fait don du village de Liepen (de). En 1226, Dobroslawa (de), la fille de Bogusław II de Poméranie, donne des terres du comté de Gutzkow (de). En 1243, on recense le village de Korswandt, la rivière Lassovniza, une forêt et le lac Wolgast (de) et onze moulins à eau et à vent.
À la fin de ce siècle, l'économie de l'abbaye décline. En 1301, l'abbé Gottfried conclut un accord de fraternité avec l'abbaye de Cismar. Il permet une réforme de la vie monastique et de la solidifier. L'abbé de Cismar rend visite avec deux autres moines à l'abbaye de Stolpe.
En 1304, Stolpe adopte la règle cistercienne, l'abbé bénédictin perd d'importants privilèges. Le chapitre général de Cîteaux fait de l'abbaye de Pforta l'abbaye-mère de Stolpe tandis que Kärkna et Padis sont ses filles. L'abbaye de Daugavgrīva (de) est vendue en 1305 à l'Ordre Teutonique, le couvent cistercien local va de Padis à Tallinn pour créer un nouveau lieu. L'abbaye de Stolpe accorde son patronage aux paroisses de Liepen (de), Neuenkirchen, Rathebur, Wusseken ainsi que Ziethen.
La situation économique s'améliore. Le monastère accueille un hôpital et une bibliothèque. L'abbé Jean soutient la création de l'université de Greifswald. Mais au XVe siècle, le déclin spirituel s'accompagne de la vente de biens du monastère.
Lors d'une visitation en 1520, un nouvel abbé est élu pour renouveler la vie religieuse. Or, le 27 août 1532, les ducs Barnim IX et Philippe décrètent l'expropriation de l'abbaye. On ne connaît pas la réaction des moines face à la Réforme protestante.
Au moment de la sécularisation en 1534, le Landtag de Trzebiatów attribue les terres de l'abbaye au duché de Poméranie-Wolgast. Pendant la guerre de Trente Ans, l'abbaye est endommagée par les pillages et les incendies des troupes suédoises. Les ruines qui restent sont démontées plus tard pour servir de matériau de construction.

## Vestiges
Du monastère d'origine, très peu de vestiges sont préservés après la dévastation de la guerre de Trente Ans. Les premières fouilles archéologiques ont lieu de 1957 à 1960. De nouvelles recherches en 2002 établissent la construction de l'église en 1190. C'est un bâtiment en pierre à trois nefs sans transept. L'excavation permet de retrouver les piliers qui indiquent ses dimensions. Les autres bâtiments autour dateraient du début du XVe siècle. Les premiers seraient de la fin du XIIe siècle. Le chœur et la nef sont achevés en 1176, lorsque l'évêque Conrad de Salzwedel (de) et le duc Casimir consacrent une chapelle.